# Nandrin
Nandrin (en wallon Nandrin) est une commune francophone de Belgique située en Région wallonne dans la province de Liège, ainsi qu’une localité où siège son administration.

## Géographie

### Situation et description de la commune
La commune qui se trouve dans le Condroz liégeois est traversée par la route nationale 63 Liège-Marche-en-Famenne. Elle fait partie la maison de tourisme du Pays de Huy. 65 % de son territoire sont constitués de terres agricoles et 20 % de forêts.

### Sections de commune
| # | Nom               | Superf. (km²) | Habitants (2020) | Habitants par km² | Code INS |
| - | ----------------- | ------------- | ---------------- | ----------------- | -------- |
| 1 | Nandrin           | 14,55         | 2.730            | 188               | 61043A   |
| 2 | Villers-le-Temple | 9,74          | 1.434            | 147               | 61043B   |
| 3 | Yernée-Fraineux   | 6,60          | 822              | 125               | 61043C   |
| 4 | Saint-Séverin     | 5,13          | 770              | 150               | 61043D   |

### Communes limitrophes
| Amay   | Engis   | Neupré    |
|        | Nandrin |           |
| Modave | Tinlot  | Anthisnes |

## Démographie

### Démographie: Avant la fusion des communes
- Source: DGS recensements population

### Démographie: Commune fusionnée
En tenant compte des anciennes communes entraînées dans la fusion de communes de 1977, on peut dresser l'évolution suivante :
Les chiffres des années 1831 à 1970 tiennent compte des chiffres des anciennes communes fusionnées.
- Source: DGS , de 1831 à 1981=recensements population; à partir de 1990 = nombre d'habitants chaque 1 janvier[1]

## Histoire

### Les Templiers et les Hospitaliers
Pour la commanderie de Villers, le domaine est échangé avec l'abbaye de Flône par Gérard de Villiers, chevalier de l'ordre du Temple. En 1312, lors de la dissolution de l'Ordre, les biens passent aux Hospitaliers de l'ordre de Saint-Jean de Jérusalem. L'éloignement du pouvoir central, (les administrateurs résident le plus souvent à Paris) font qu'à la Révolution, il ne reste plus que des ruines de la puissante commanderie.
Aujourd'hui, on peut encore voir deux tours, le mur d'enceinte, les communs transformés en habitations (domaine privé) après avoir été un hôtel-restaurant de luxe ainsi que l'église fondée en 1260 avec de nombreux ajouts dont une décoration baroque (aux environs de 1760), don du commandeur de l'époque, Laure le Tonnelier de Breteuil.

## Héraldique
|  | La commune possède des armoiries qui lui ont été octroyées le 30 avril 1999. Ce sont celles de la famille Corswarem qui a vécu dans le château local au XIVe siècle et qui a joué un rôle majeur dans l'histoire de la localité. Blasonnement : D'hermine à deux fasces de gueules brisé d'un lambel d'or. Source du blasonnement : Heraldy of the World. |

## Politique et administration

### Conseil et collège communal 2024-2030
| Collège communal   |                   |                                |
| ------------------ | ----------------- | ------------------------------ |
| Bourgmestre        | Christophe Ovidio | Vivre Nandrin                  |
| 1er Échevin        | Benoît Ramelot    | MR - Vivre Nandrin             |
| 2e Échevin         | Sébastien Herbiet | Ecolo - Ensemble créons demain |
| 3e Échevin         | Jean Defraigne    | Vivre Nandrin                  |
| 4e Échevine        | Gaëtane De Smidt  | Ecolo - Ensemble créons demain |
| Présidente du CPAS | Malory Planchar   | Vivre Nandrin                  |

### Jumelages
Le village associé de Saint-Séverin-en-Condroz est jumelé avec :
- Saint-Séverin (France) depuis 1973.

La commune de Nandrin est jumelée avec :
- Saint-Père-Marc-en-Poulet (France) depuis 2001.

## Patrimoine et culture

### Monuments et sites remarquables

#### Nandrin

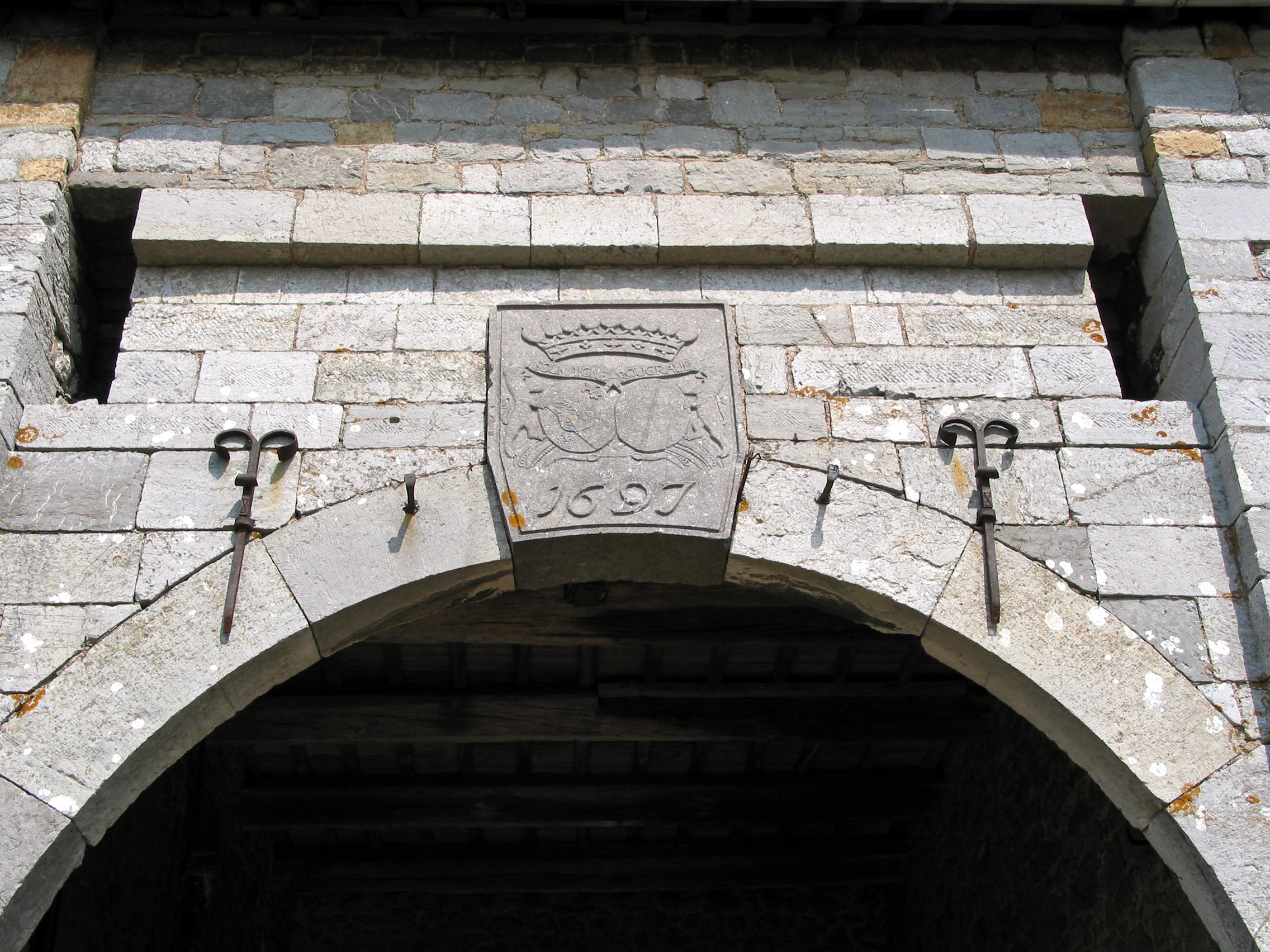
Clef de voûte armoriée du porche d'entrée de l'ancien château.

Tour de Nandrin : rénovée en 1976, ce qui reste de l'ancien château du XIVe siècle et du XVIIe siècle.
Le musée communal de la vie condruze. Dans ce musée, on peut admirer des objets du XIXe siècle sur l'agriculture, sur les anciens métiers et leurs outillages, la reconstitution de la place de Nandrin hier et aujourd'hui.

#### Saint Séverin

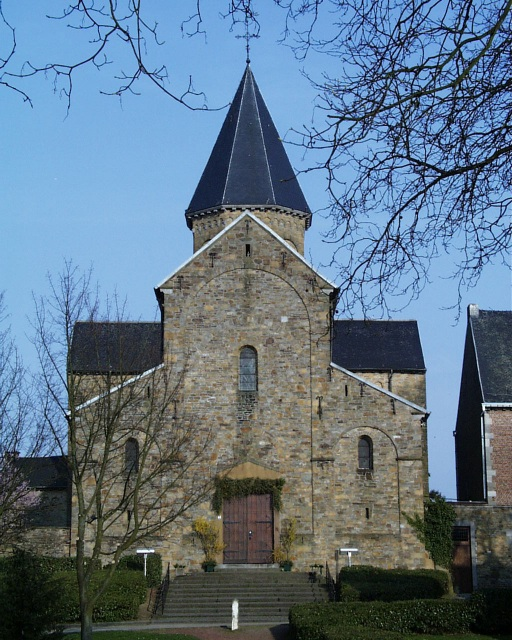
L'église romane de Saint-Séverin-en-Condroz.

- Église Saints-Pierre-et-Paul de style roman, bâtie entre 1135 et 1145 ; elle dépendait de l'abbaye de Cluny, en Bourgogne dont elle a d'ailleurs le clocher octogonal caractéristique. Le prieuré installé ici dépendra de Cluny jusqu'au début du XVIe siècle.

#### Villers-le-Temple
- Commanderie de Villers.
- Manoir de la Tour : donjon médiéval auquel on a adjoint au XVIe siècle, un logis rectangulaire.
- Tour Malherbe: donjon d'origine médiéval.

### Culture

#### Événements
- De 1994 à 2005, le Nandrin Rock Festival a attiré début août, une foule de plus en plus nombreuse.

- Les 25 et 26 septembre 2004, a eu lieu sur la place principale qui porte son nom à Nandrin, la commémoration de la naissance en 1854 d'Ovide Musin, violoniste virtuose, mort à Brooklyn en 1929. Il fit une très grande carrière en Amérique du Nord et forma de nombreux élèves dans la tradition de l'école belge du violon.

- Depuis 1999, Rencontre avec l'Artiste se déroule tous les 21 juillet et séduit un public d'amateurs d'art mais aussi de promeneurs intéressés de se confronter avec différentes disciplines artistiques.

- Chaque année, lors du premier vendredi et samedi du mois de mars, a lieu le grand feu de Nandrin.

## Personnalités liées à Nandrin (Saint-Séverin)
- Ovide Musin (1854 Nandrin - 1929 Brooklyn), violoniste virtuose.